# Exploração de Urano

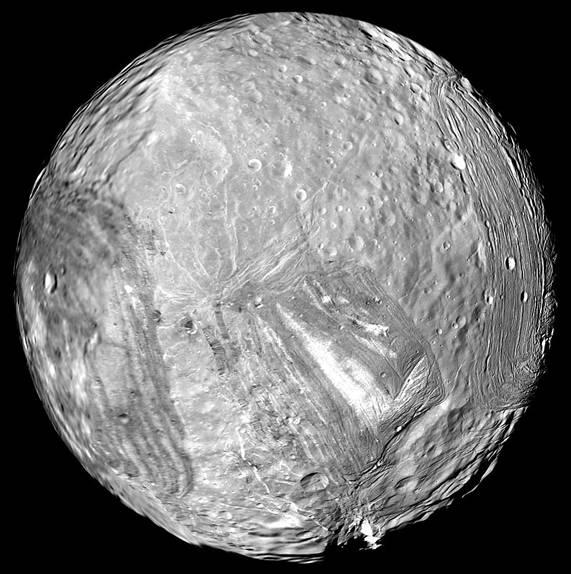
A lua de Urano Miranda, fotografada em 1986 pela Voyager 2.

A exploração de Urano  foi conduzida até os dias presentes através de telescópio e da sonda espacial Voyager 2 da NASA, que fez sua aproximação máxima a Urano em 24 de janeiro de 1986. A Voyager 2 descobriu 10 novos satélites, estudou a fria atmosfera do planeta e examinou seu sistema de anéis, descobrindo dois novos anéis. Ela também fotografou as cinco maiores luas, revelando suas superfícies cobertas de crateras de impacto e cânions.
Várias outras missões para o sistema uraniano foram propostas, mas nenhuma foi formalmente aprovada.

## Voyager 2
Depois de sobrevoar Júpiter e Saturno, a Voyager fez sua maior aproximação a Urano em 24 de janeiro de 1986, chegando a estar a 81 500 km das nuvens superiores do planeta.

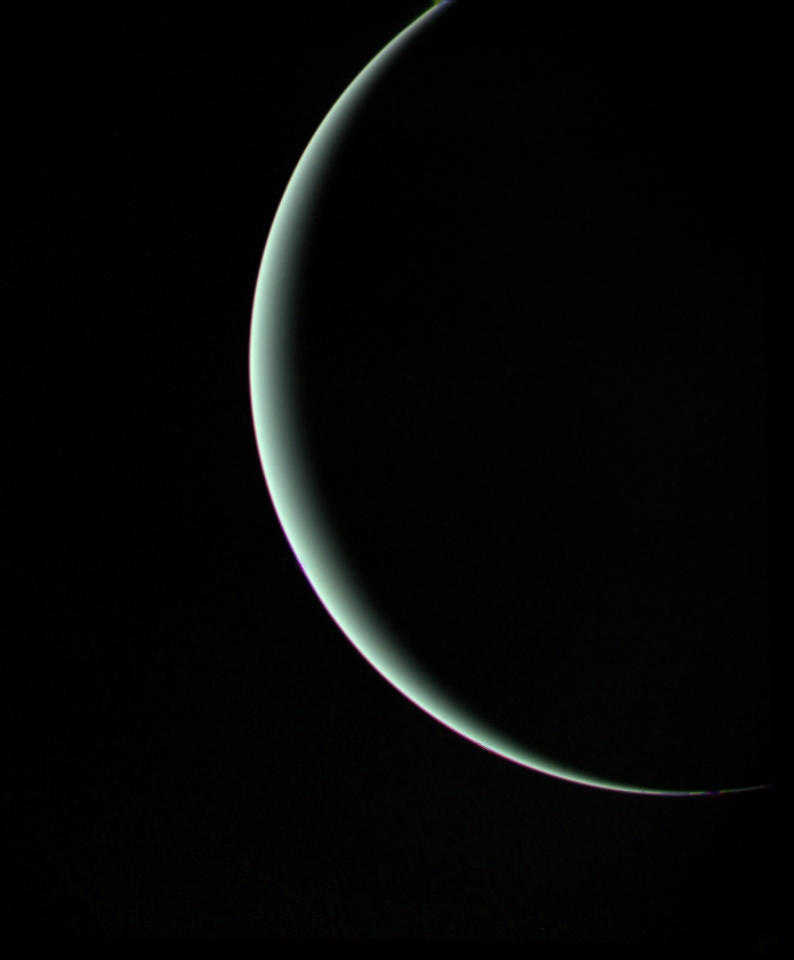
Imagem de Urano tirada pela Voyager 2 na saída de Urano, indo em direção a Netuno.

Urano é o terceiro maior planeta no Sistema Solar. Ele orbita o Sol a uma distância de cerca de 2,8 bilhões de km e completa uma órbita a cada 84 anos. A duração de um dia em Urano, conforme medida pela Voyager 2, é de 17 horas e 14 minutos. Urano é distinto dos outros planetas pelo fato de estar inclinado de lado. Acredita-se que sua posição peculiar seja resultado de uma colisão com um corpo de tamanho planetário no início da história do Sistema Solar. Devido a sua orientação estranha, com regiões polares expostas à luz solar ou escuridão por muito tempo, cientistas não sabia o que esperar em Urano.
A presença de um campo magnético em Urano era desconhecida até a chegada da Voyager 2. A intensidade desse campo é aproximadamente comparável ao da Terra, apesar de ele variar muito mais dependendo da posição porque está muito deslocado do centro de Urano. A orientação peculiar do campo magnético sugere que ele é gerado em uma profundidade intermediária no interior onde a pressão é alta o bastante para que a água se torne condutora elétrica.
Voyager 2 descobriu que umas das influências mais impressionantes da posição de lado do planeta é seu efeito na cauda do campo magnético, que é inclinada em 60 graus em relação ao eixo de rotação do planeta. Foi mostrado que a magnetocauda está retorcida pela rotação do planeta em uma longa forma de saca-rolhas atrás do planeta.
Foi descobertos que os cinturões de radiação em Urano são de intensidade similar aos de Saturno. A intensidade da radiação nos cinturões é tamanha que a irradiação iria rapidamente (em até 100 000 anos) escurecer qualquer metano preso nas superfícies de gelo das luas internas e partículas dos anéis. Isso pode ter contribuído para as superfícies escuros das luas e partículas dos anéis.
Uma alta camada de névoa foi detectada ao redor do polo iluminado, que irradia grandes quantidades de luz ultravioleta. A temperatura média da atmosfera do planeta é de cerca de 59 K. Surpreendentemente, o polo iluminado e o polo escuro, assim como a maior parte do planeta, apresentam aproximadamente a mesma temperatura no topo das nuvens.

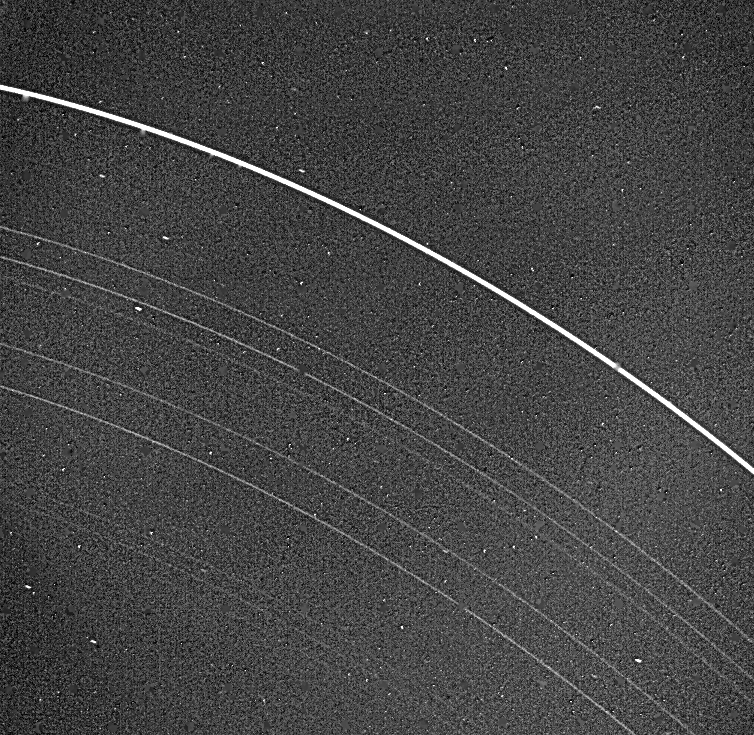
Imagem da Voyager 2 dos escuros anéis de Urano.

A Voyager 2 descobriu dez satélites novos, aumentando o total na época para 15. A maior parte dessas novas luas são pequenas, sendo que a maior mede cerca de 150 km de diâmetro.
Foi revelado que Miranda, a lua grande mais interna, é um dos corpos mais estranhos já vistos no Sistema Solar. Imagens detalhadas do sobrevoo da Voyager pela lua mostraram grandes estruturas ovais chamadas coronae, falhas de até 20 km de profundidade, terreno em camadas, e uma mistura de acidentes geográficos jovens e antigos. Uma teoria sugere que Mirando pode ser a reagregação de material de quando a lua foi atingida por um impacto violento.
As cinco principais luas parecem ser conglomerados de gelo e rocha como os satélites de Saturno. Titânia é marcada por grandes falhas geológicas e cânions sugerindo algum grau de atividade geológica na sua história, provavelmente tectônica. Ariel tem a superfície mais brilhante e possivelmente mais nova de todas as luas de Urano e também parece ter sofrido atividade geológica que levou a muitas falhas e o que parece ser fluxos de material de gelo. Pouca atividade geológica ocorreu em Umbriel e Oberon, julgando por suas superfícies antigas e escuras.
Todos os nove anéis mencionados anteriormente foram estudos pela Voyager 2, mostrando que eles são muito diferentes dos de Júpiter e Saturno. O sistema de anéis pode ser relativamente jovem e não ter se formando junto com Urano. Partículas que compõem os anéis pode ser remanescentes de uma lua que foi atingida por um impacto ou que foi partida por efeitos gravitacionais. A Voyager 2 também descobriu dois novos anéis.

## Missões propostas
Um número de missões para Urano foram propostas. Cientistas do Mullard Space Science Laboratory no Reino Unido propuseram a missão conjunta da NASA-ESA Uranus Pathfinder para Urano. O plano da missão de classe média (classe M) para ser lançada ao planeta em 2022 foi apresentada para a ESA em dezembro de 2010 com a assinatura de 120 cientistas de todo o mundo. A ESA limita o custo de missões de classe M em €470 milhões.
Outra missão a Urano, chamada de HORUS, foi desenvolvida pelo Applied Physics Laboratory da Universidade Johns Hopkins. A proposta é para um veículo orbitador movido a energia nuclear carregando um conjunto de instrumentos, incluindo câmera fotográfica, espectrômetros e um magnetômetro. A missão iria lançar em 2021, chegando em Urano 17 anos mais tarde. A duração mínima da missão HORUS é de dois anos.
Em 2009, uma equipe de cientistas do Jet Propulsion Laboratory da NASA desenvolveram possíveis projetos de um orbitador de Urano movido a energia solar. O plano de lançamento mais favorável seria em agosto de 2018, chegando em Urano em setembro de 2030. Os equipamentos científicos poderia incluir magnetômetros, detectores de partículas e possivelmente uma câmera fotográfica.
Na última pesquisa decadal para o futuro da exploração planetária, o Committee on the Planetary Science Decadal Survey recomendou uma sonda e satélite uraniano – uma missão para estudar Urano, mas atrás em prioridade que missões para Marte e Júpiter.